# 马蛋果属
马蛋果属（学名：Gynocardia）是大风子科下的一个属，为乔木植物。该属仅有马蛋果（Gynocardia odorata）一种，分布于锡金至缅甸。